# Winawer-Variante
Die Winawer-Variante (auch Nimzowitsch-Variante) ist eine Variante der Französischen Verteidigung, einer Eröffnung im Schachspiel. 
Sie entsteht nach den Zügen (siehe auch: Schachnotation): 
1. e2–e4 e7–e6 2. d2–d4 d7–d5 3. Sb1–c3 Lf8–b4
In der Eröffnungssystematik der ECO-Codes ist sie unter den Schlüsseln C15 bis C19 klassifiziert. Die Winawer-Variante bietet beiden Spielern meist ein inhaltsreiches und spannendes Spiel. 

## Allgemeines
|   | a | b | c | d | e | f | g | h |   |
| 8 |   |   |   |   |   |   |   |   | 8 |
| 7 |   |   |   |   |   |   |   |   | 7 |
| 6 |   |   |   |   |   |   |   |   | 6 |
| 5 |   |   |   |   |   |   |   |   | 5 |
| 4 |   |   |   |   |   |   |   |   | 4 |
| 3 |   |   |   |   |   |   |   |   | 3 |
| 2 |   |   |   |   |   |   |   |   | 2 |
| 1 |   |   |   |   |   |   |   |   | 1 |
|   | a | b | c | d | e | f | g | h |   |

Die Winawer-Variante nach 3. … Lf8–b4
Nach dem Läuferzug 3. … Lf8–b4 hat Weiß eine ganze Reihe von Antwortmöglichkeiten (darunter 4. Lc1–d2, Lf1–d3, a2–a3, Sg1–e2 und e4xd5). Besondere Bedeutung hat der Zug 4. e4–e5, der heute als der stärkste gilt und entsprechend häufig gespielt wird. Danach beengt der weiße Bauer beträchtlich den schwarzen Königsflügel, was dem Weißen dort gute Angriffsmöglichkeiten bietet. 
Schwarz sucht sein Gegenspiel meistens am Damenflügel mit 4. … c7–c5. Die entstehenden Varianten können äußerst zweischneidig und scharf werden. Oft muss bedingungslos die Initiative gesucht werden, auch kommt es häufig zu Bauern- oder Figurenopfern. 
Nach der Hauptfortsetzung 5. a2–a3 Lb4xc3+ 6. b2xc3, die das weiße Zentrum festigt, liegt die Schwäche von Weiß eindeutig am Damenflügel, wo der schwache Doppelbauer auf der c-Linie ein beliebtes Angriffsobjekt des Schwarzen ist. Dafür kann im schwarzen Lager die Diagonale a3–f8 sehr schwach werden – nach dem weißen a3–a4 droht immer ein Läufer auf a3 aufzutauchen. Weitere Schwächen von Schwarz sind der beengte Königsflügel und der in der Französischen Verteidigung oft schwache Läufer auf c8.

## Zur Geschichte des Zuges ...Lb4

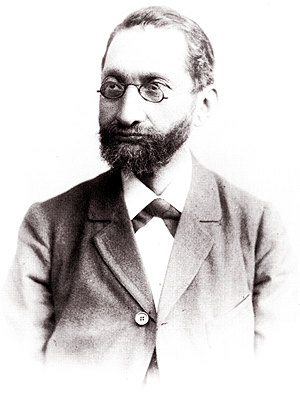
Szymon Winawer

Über den schachgeschichtlichen Ursprung des Zuges 3. … Lb4, nach dem die Winawer-Variante entsteht, ist man sich uneinig. Die Eröffnungsvariante trägt den Namen Szymon Winawers (1838–1919), eines großen polnischen Schachspielers.
Das erste Mal, dass nachweislich der Zug 3. … Lb4 angewandt wurde, war im Jahr 1861 in London. Ignaz von Kolisch spielte hier den Läuferzug gegen Louis Paulsen in der 21. Partie eines Wettkampfes. Eine weitere Partie, die 27. Partie des Wettkampfes, endete ebenfalls remis. Aus dem Jahr 1862 stammt eine Partie von Joseph Henry Blackburne gegen den – damals noch inoffiziellen – Weltmeister Wilhelm Steinitz, in der dieser Läuferzug Verwendung fand. Die erste Partie Winawers mit diesem Läuferzug fand erst im Jahr 1867, ebenfalls gegen Steinitz, statt. Nur drei weitere Schwarzpartien von Winawer mit dem Zug 3. … Lb4 sind überliefert. Es war vermutlich also nicht Winawer, der als Erster den Zug 3. … Lb4 in die Schachtheorie einführte. Warum aber Winawer, und nicht Kolisch oder Paulsen, als Urheber dieses Zuges in die Schachgeschichte einging, ist nicht eindeutig klar.
Oft wird die Variante auch als Nimzowitsch-Variante bezeichnet, nach dem bedeutenden Schachmeister Aaron Nimzowitsch (1886–1935), der den Grundstein zur revolutionären hypermodernen Schachschule legte. Nimzowitsch war zwar nicht der erste, der den Zug 3. … Lb4 anwandte, er verlieh aber der Französischen Verteidigung viele neue Impulse und relativierte die Stärke der bis dahin vorherrschenden Spielweise des Weißen, 3. exd5 exd5, der Abtauschvariante. Auch trugen seine zahlreichen strategischen Ideen zur Bauernkette und zur Doppelbauer-Theorie beträchtlich zum Verständnis des gesamten Abspiels bei. In der Erforschung der Zugfolge 1. e4 e6 2. d4 d5 3. Sc3 Lb4 4. e5, die heute die mit Abstand wichtigste und am meisten gespielte Fortsetzung der Winawer-Variante ist, tat er sich jedoch wenig hervor. Nimzowitschs Ideen zur Französischen Verteidigung beziehen sich nämlich nicht direkt auf dieses Abspiel. Deshalb scheint auch der Name Nimzowitsch bei der Benennung dieses Abspiels als wenig angebracht.
Auch der große Schachtheoretiker und Weltmeister Alexander Aljechin experimentierte mit der Winawer-Variante. Allerdings spielte auch er nicht 4. e5, sondern stattdessen eher 4. Dg4, 4. a3 oder 4. Sge2. Besonders den Zug 4. a3 setzte er mehrfach im Weltmeisterschaftskampf gegen Max Euwe im Jahr 1935 ein. Allerdings konnte sich der Zug mangels Erfolg nicht in der Meisterpraxis halten, und auch der spätere Versuch Bobby Fischers, dem Zug 4. a3 neue Impulse zu verleihen, scheiterte letztendlich. 
Der wohl größte Entwickler der Winawer-Variante war der mehrfache Weltmeister Michail Botwinnik (1911–1995). Botwinnik bereicherte die Eröffnungstheorie entscheidend, viele seiner Varianten gelten noch heute als gut. Als Weißer erzielte er herausragende Erfolge in der Winawer-Variante. So gelangen ihm bereits im Jahr 1934 gegen Milner-Barry (Zugfolge 1. e4 e6 2. d4 d5 3. Sc3 Lb4 4. e5 c5 5. a3 Lxc3+ 6. bxc3 Se7 7. Sf3) und 1935 gegen Ragosin (Zugfolge 7. Dg4 statt 7. Sf3) bedeutende Siege. 
Der Zug 7. Dg4, der heute als für Schwarz gefährlichste Variante gilt und von vielen Großmeistern angewandt wurde und wird – darunter Michail Tal, Boris Spassky, Anatoli Karpow, Garri Kasparow und Viswanathan Anand –, war eine Idee des großen Eröffnungstheoretikers Rauser und feierte seine Premiere in der Partie Rauser-Alatortsev in Leningrad 1934.
Auch Botwinnik musste als Schwarzer Niederlagen hinnehmen, als seine Gegner 7. Dg4 spielten. Botwinnik schrieb: 
„Der für Schwarz gefährlichste Zug von allen ...“
Der Zug 7. Dg4 greift sofort den schwarzen Königsflügel an und zwingt Schwarz zu einer Entscheidung, die den weiteren Spielverlauf prägt. Es vergingen viele Jahre, bis die Französischspieler befriedigende Verteidigungssysteme gegen 7. Dg4 gefunden hatten. Botwinnik führte anstelle von 6. … Se7 zunächst ein System mit 6. … Dc7 ein, um nach 7. Dg4 durch f7–f5 den Bauern g7 mit der Dame zu schützen. Dieses System konnte sich nicht durchsetzen, weil Schwarz sich damit den Bauernhebel f7–f6 nimmt. Nach 6. … Se7 7. Dg4 versuchte man unter anderem 7. … Sf5 und 7. … Kf8, um der drohenden Zerstörung des schwarzen Königsflügels zuvorzukommen, doch auch diese Züge hatten ihre Nachteile. Deswegen wurde meistens 7. … cxd4 gespielt, die Partie Kotow-Tschechower, in der Weiß nach 7. … cxd4 mit 8. Dxg7! fortsetzte, zeigte jedoch auch in diesem Abspiel einen beträchtlichen weißen Vorteil. 

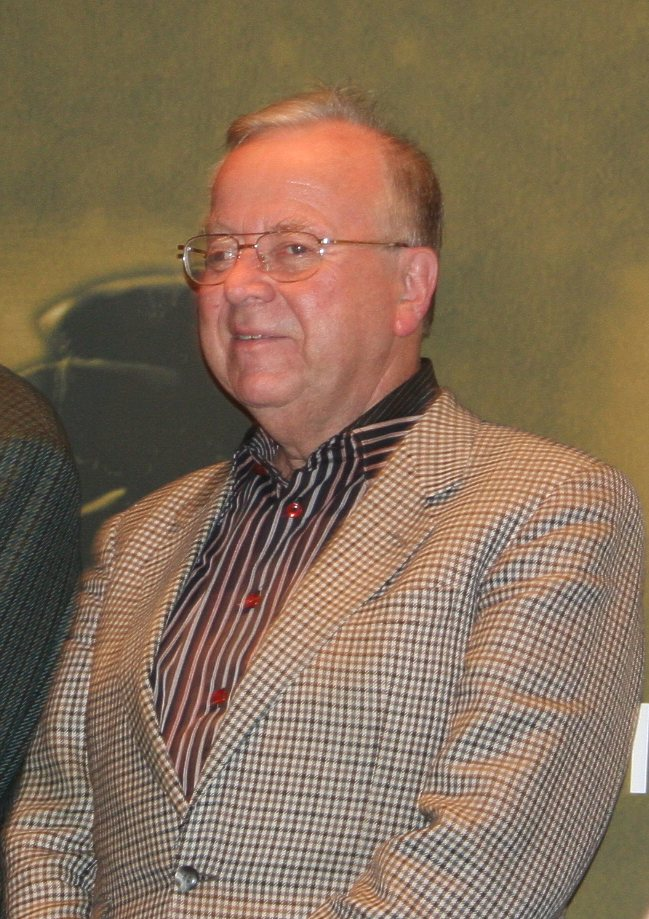
Wolfgang Uhlmann

Erstmals 1945 in der Partie Panow-Ragosin wurde der Zug 7. … Dc7 gespielt, der heute als eines der schärfsten Abspiele der gesamten Französischen Verteidigung gilt. In dieser Variante lässt Schwarz die Bauern am Königsflügel ungedeckt, um am Damenflügel zu einem kräftigen Angriff zu blasen und das weiße Bauernzentrum zu zerstören. Einer der Verantwortlichen für die Popularität dieses Abspiels war der Großmeister Wolfgang Uhlmann, Französisch-Experte und stärkster Spieler der DDR, der diesen scharfen Zug lange Zeit erfolgreich anwandte. 
Neben dem superscharfen 7. … Dc7 wurde noch ein weiterer Zug versucht. Die kurze Rochade für Schwarz im 7. Zug wurde zuerst für viel zu gefährlich gehalten. Stefan Kindermann schrieb dazu in seinem Werk „Französisch Winawer“ (2001):
„Ich vermute, dass in der Anfangszeit des Zuges 7. Dg4 die weißen Angriffschancen gegen die schwarze Rochadestellung sehr hoch bewertet wurden, droht doch nach den nächsten naheliegenden Zügen Sf3 und Ld3 bereits das klassische Läuferopfer auf h7! Es mussten viele Jahre vergehen, um klar zu verstehen, dass der tatsächlich in den meisten Abspielen erforderliche befreiende Aufzug des schwarzen f-Bauern nicht zu einer tödlichen Schwächung des schwarzen e-Bauern und des Feldes e5 führt, sondern dem Schwarzen ausgezeichnete dynamische Gegenchancen verspricht.“
In den 1980er Jahren wechselte auch Uhlmann genau wie später Viktor Kortschnoi zu der Variante 7. … 0–0. Weiß hat in dieser Variante zwar gute Aussichten auf einen Königsangriff, aber wenn Schwarz diesen übersteht, erhält er wegen der besseren Bauernstruktur die aussichtsreicheren Endspielchancen. 
Bobby Fischer, einer der berühmtesten Schachspieler überhaupt, bezweifelte die Korrektheit der Winawer-Variante. Er bezeichnete diese Verteidigung als „antipositionell und schwächt den Königsflügel“. Allerdings hatte Fischer in seiner Karriere zuweilen selbst große Probleme als Weißer gegen die Winawer-Variante. So musste er bittere Niederlagen gegen Mednis, Uhlmann und Kovacevic einstecken.

## Eröffnungstheorie
Eine kleine Einführung in die Theorie, also wichtige Varianten und Abspiele, findet sich hier. 
1. e2–e4 e7–e6 2. d2–d4 d7–d5 3. Sb1–c3 Lf8–b4 (Winawer-Variante)
Dies ist die aggressivste und schärfste Fortsetzung für Schwarz. Der Springer auf c3 wird gefesselt, und Schwarz droht den Bauern e4 zu schlagen. Eine andere Möglichkeit besteht in 3. ... Sg8–f6, die im modernen Ausgleichssinne ebenfalls an Bedeutung gewonnen hat. 
4. e4–e5
Der vorgerückte Königsbauer beengt den schwarzen Königsflügel und gewinnt Raum für einen späteren Königsangriff.
- 4. e4xd5 e6xd5 führt zur Abtauschvariante.
- Im Winkelmann-Reimer-Gambit 4. a2–a3 Lb4xc3+ 5. b2xc3 d5xe4 6. f2–f3 e4xf3?! 7. Sg1xf3 erhält Weiß gefährliche Initiative wegen seines Entwicklungsvorsprungs und der halboffenen f-Linie. Anders als im verwandten Blackmar-Diemer-Gambit hat Schwarz Schwächen auf den schwarzen Feldern, und der weiße Zentrumsbauer d4 ist durch c3 gut verteidigt. Schwarz kann entweder 6. … c7–c5 oder 6. … e6–e5 spielen, um das Gambit abzulehnen.
- Mittels 4. Sg1–e2 kann Weiß ein Gambit anbieten. Nach der Annahme 4. … d5xe4 5. a2–a3 Lb4xc3+ 6. Se2xc3 f7–f5 7. f2–f3 e4xf3 8. Dd1xf3 verfügt Weiß über gute Angriffsperspektiven. In Aljechin - Nimzowitsch, Bled 1931, gewann später Weiß nach diesen Anfangszügen.
- Eine weitere Gambitfortsetzung für Weiß ergibt sich mit 4. Lc1–d2 d5xe4 5. Dd1–g4.

Nach 4. e5 steht Schwarz vor einer Entscheidung. Entweder er greift sofort das Zentrum an und spielt 4. … c7–c5. Oder er entwickelt erst den Königsflügel und greift zu 4. … Sg8–e7. Meistens bedeutet dies nur eine Zugumstellung.
Jede Möglichkeit bietet dem Schwarzen jedoch spezifische Nebenmöglichkeiten, mit denen der Weiße rechnen muss. 
4. … c7–c5
Ein typisches Vorgehen – Schwarz muss früher oder später im Zentrum aktiv werden und die Bauernkette an der Basis angreifen.
Schwarz kann diese Vorhaben auch zunächst zurückstellen, um seinen schlechten weißfeldrigen Läufer über a6 gegen den guten weißen abzutauschen.
- Nach 4. … Sg8–e7 5. a2–a3 Lb4xc3+ 6. b2xc3 kann Schwarz zu b7–b6 greifen, anstatt mit c7–c5 in die Hauptvariante überzuleiten. Allerdings ist nach 6. … b7–b6 7. Dd1–g4 die kurze Rochade 0–0 ein Fehler wegen der Fesselung 8. Lc1–g5 nebst Lg5–f6.

Auf den aggressiven Damenausfall 5. Dd1–g4 sollte Schwarz mit c7–c5 sofort im Zentrum aktiv werden. 5. … Se7–f5 ist spielbar.
5. Lc1–d2 vermeidet den Doppelbauern. Nach weiterem b7–b6 6. Dd1–g4 0–0 ist die Fesselung 7. Ld2–g5 hier ein Tempoverlust.
- Durch sofortiges 4. … b7–b6 5. Dd1–g4 Lb4–f8 geriete Schwarz in einen gewissen Entwicklungsrückstand.

- 4. … Dd8–d7 bereitet b7–b6 vor. Nach 5. Dd1–g4 würde mit f7–f5 der Bauer auf g7 mit der Dame geschützt werden. Siehe die Unsterbliche Fernpartie.

5. a2–a3
Dem aggressiven Damenausfall 5. Dd1–g4 kann Schwarz mit Sg8–e7 begegnen. Diese Stellung kann auch über 4. … Sg8–e7 5. Dd1–g4 c7–c5 entstehen. 6. d4xc5 ist nun das Beste für Weiß. 
5. Lc1–d2 vermeidet den Doppelbauern und minimiert an dieser Stelle das Risiko für Weiß. Da der Sg8 noch nicht gezogen hat, kommt hier Sg8–h6 als Antwort in Frage. 
5. … Lb4xc3+
Schwarz tauscht seinen schwarzfeldrigen Läufer ab und schwächt damit die Bauernstruktur des weißen Damenflügels. Als Kompensation erhält Weiß gute Angriffschancen, auch kann die Diagonale a3–f8 für Schwarz schwach werden. 
- Möglich ist auch 5. … La5, die sehr scharfe sogenannte Armenische Variante. Auf hohem Niveau ist diese Variante jedoch nur selten anzutreffen, da sich gezeigt hat, dass Weiß langfristig die besseren Chancen hat. Aljechin empfahl darauf 6. b2–b4 mit der Idee c5xb4 7. Sc3–b5 b4xa3+ 8. c2–c3 La5–c7 9. Lc1xa3. Eine andere schwarze Möglichkeit ist hier 6. … c5xd4 7. Dd1–g4 Sg8–e7 8. Dg4xg7 Th8–g8 9. Dg7xh7 Sb8–c6.

Ein bedeutender Spezialist auf diesem Gebiet ist der armenische Großmeister Lputjan.
- Eine weitere Möglichkeit besteht in 5. … c5xd4. Auf hohem Niveau ist diese Variante so gut wie verschwunden, da Weiß hier auch am Damenflügel Raumvorteil bekommt und sich die a-Linie für ihn öffnet. Eine mögliche Zugfolge ist 6. a3xb4 d4xc3 7. Dd1–g4 (7. Sg1–f3!?) c3xb2 8. Lc1xb2 Dd8–e7.

6. b2xc3 Sg8–e7
Rauser führte 1937 in der 10. Sowjetischen Schachmeisterschaft 6. … Dd8–c7 ein. Schwarz will 7. Dd1–g4 mit f7–f5 beantworten, nimmt sich damit aber die Möglichkeit f7–f6. Oft spielt Weiß ruhig 7. Sg1–f3, was nach 7. … Sg8–e7 zur positionellen Hauptvariante 6. … Se7 7. Sf3 führt, wobei Schwarz sich bereits zu Dd8–c7 verpflichtet hat. 
Das seltene, aber interessante 6. … Dd8–a5 7. Lc1–d2 Da5–a4!? wird im englischsprachigen Raum Black Queen Blues genannt. Von a4 aus hat die schwarze Dame die Bauern c2 und d4 im Visier und blockiert das Manöver Lc1–a3.
Nach 6. … Sg8–e7 hat Weiß die Wahl zwischen dem ruhigen 7. Sg1–f3 und dem aggressiven 7. Dd1–g4. Er kann auch sofort auf der schwachen schwarzen Diagonale a3–f8 aktiv werden und 7. a3–a4!? spielen, was unter Zugumstellung aber meistens in die Varianten nach 7. Sf3 mündet. 
7. Sg1–f3
Dies ist die positionelle Fortsetzung für Weiß. Die Hauptvariante verläuft wie folgt: 7. … Lc8–d7 8. a3–a4 Dd8–a5
A: 9. Lc1–d2. Neben dem Damenzug 9. Dd2 die Hauptfortsetzung, die zwar den Tausch auf d4 vereitelt, das Läufermanöver nach a3 jedoch unmöglich macht. Nach 9. … Sb8–c6 10. Lf1–e2 (Lf1–b5 ist ebenfalls gut) 10. … f7–f6 heben beide Seiten ihre Chancen. 
B: 9. Dd1–d2. Weiß deckt den Bc3 und behält die Möglichkeit, den Läufer nach a3 zu entwickeln. 10. Lf1–e2 f7–f6! Auch in dieser Variante wird das weiße Zentrum mit dem f-Bauer angegriffen.
7. Dd1–g4
Das schärfste Abspiel der Winawer-Variante. Meistens entwickelt sich ein scharfer Kampf. 
- 7. … Dd8–c7

Diese superscharfe Erwiderung war lange Zeit die populärste schwarze Fortsetzung. Schwarz opfert seine Bauern am Königsflügel für einen Angriff auf dem Damenflügel. Bauern- und Figurenopfer sind in diesem Abspiel etwas alltägliches, und oft kommen beide Könige erst gar nicht zur Rochade. 
Nach der Hauptvariante 8. Dg4xg7 Th8–g8 9. Dg7xh7 c5xd4 droht Schwarz bereits das Schach auf c3, welches Weiß mit 10. Sg1–e2 am besten pariert. Die Fortsetzung 10. Ke1–d1 wird tatsächlich Leben und Tod-Variante genannt.
- 7. … 0–0 (Warschauer Variante)

Dies ist eindeutig die zuverlässigste und sicherste Alternative nach 7. Dg4. Kindermann und Dirr schlugen in ihrem Theoriewerk „Französisch Winawer“ (2001) den Namen „Warschauer Variante“ für dieses Abspiel vor, nach der polnischen Hauptstadt benannt, in der dieser Zug das erste Mal gespielt wurde. 
Oft muss Schwarz einen wüsten Königsangriff aushalten, er besitzt jedoch auch gute Verteidigungsmöglichkeiten. Übersteht der Schwarze den Angriff unbeschadet, hat er durch die bessere Bauernstruktur gute Endspielchancen. 
Die Hauptvariante verläuft wie folgt: 8. Lf1–d3
- - 8. … Dd8–a5 Wurde vom russischen Französisch-Experten Alexander Rustemow, der auch Trainer und Sekundant des Weltklassespielers Alexander Morosewitsch ist, in die Turnierpraxis eingeführt. Mit dem Damenausfall will Schwarz frühzeitig Druck auf c3 und d4 ausüben.
  - 8. … f7–f5 Eine weitere Möglichkeit, die weitere Zugfolge lautet meist 9. e5xf6 Tf8xf6 10. Lc1–g5 Tf6–f7.
  - 8. … Sb8–c6. Zurzeit am häufigsten angewandt. Nach 9. Dg4–h5 wäre der zuvor häufig angewandte Zug 9. … h7–h6 ein Fehler, da das Läuferopfer Lc1xh6! in Verbindung mit der langen Rochade nebst Td3–g3 zu einem vernichtenden Königsangriff führt. Im Jahr 1988 mussten in den fast zeitgleich gespielten Partien Sönke Maus - Robert Hübner und Lothar Vogt - Wolfgang Uhlmann die Französischspieler einige Züge nach diesem Opfer aufgeben.